# قرباطية
قرباطية قرية سوريّة تتبع إداريّاً لمحافظة حلب منطقة السفيرة ناحية خناصر، بلغ تعداد سكانها 401 نسمة حسب التعداد السكاني لعام 2004.